# РЛС «Волга»
52°51′ пн. ш. 26°29′ сх. д. / 52.85° пн. ш. 26.48° сх. д.
РЛС «Волга» або Ганцевичі РЛС (рос. Ганцевичи РЛС, біл. Ганцавічы РЛС, англ. Hantsavichy Radar Station)  — російська радіолокаційна станція дециметрового діапазону «Волга»-типу. Розташовується у Білорусі, на північ від міста м. Ганцевичі (48 км від міста Барановичі).
Поставлена на бойове чергування від 1 січня 2003 року. Станція дозволяє відстежувати пуски міжконтинентальних балістичних ракет на північно-західному ракето-небезпечному напрямі. За договором, підписаним 6 грудня 1995 між Білоруссю і Росією, все нерухоме майно та зайняте РЛС і її інфраструктурою земельна ділянку передано російській стороні в користування на 25 років (до 2020). 
Входить до складу Системи раннього попередження про ракетний напад